# Banque nationale d'Éthiopie
La Banque nationale d'Éthiopie (en amharique : የኢትዮጵያ ብሔራዊ ባንክ, YeItyop'ya Behérawi Bank) est la banque centrale de l'Éthiopie. Son siège se trouve à Addis-Abeba.

## Histoire
La Banque nationale d'Éthiopie est fondée en 1963 par la Proclamation 206 de 1963, par la division de la Banque étatique d'Éthiopie en deux entités: une banque centrale (BNE) et un établissement commercial: la Banque commerciale d'Éthiopie.
La BNE commence ses activités en janvier 1964. Selon les termes de la proclamation 206, son capital initial est de 10 millions de dollars éthiopiens. L'établissement, qui bénéficie d'une autonomie administrative et de la personnalité juridique, 
Après la chute de la monarchie et la mise en place du Derg en 1974, les activités de la BNE vont changer. Par la proclamation 99 de 1976 entrée en vigueur en septembre 1976, la Banque est encouragée à participer activement à la planification de l'économie, en coopération avec les organes de l'État concernés, et à étendre sa supervision sur l'activité des autres instituts financiers (assurances, banques coopérative, banques d'investissement). La proclamation instaure également le birr qui remplace le dollar éthiopien. 
Cette proclamation est remplacée par la proclamation 83 de 1994, après l'arrivée au pouvoir du Front démocratique révolutionnaire du peuple éthiopien en 1991. La Banque est réorganisée afin de se tourner vers l'économie de marché et d'assurer une stabilité monétaire. De nouveaux pouvoir lui sont attribués, notamment autour du contrôle de l'or, des actifs et dépôts étrangers ainsi que le refinancement des institutions bancaires et financières du pays. Le capital versé à la BNE est augmenté à 50 millions de birrs.
Le 14 octobre 2022, la Banque nationale d'Éthiopie (BNE) a émis une restriction sur les devises étrangères afin de contrôler les changes locaux. Trente-huit produits importés ont été interdits, tels que les boissons alcoolisées, les automobiles, les meubles et les produits alimentaires, à moins qu'ils ne soient enregistrés auprès des banques nationales pour obtenir l'autorisation d'accès aux devises étrangères. Cette restriction concerne les birrs éthiopiens de plus de 3 000 et les dollars américains, et s'applique aux ressortissants étrangers résidant en Éthiopie dans tous les pays, à l'exception de Djibouti.

## Liste de gouverneurs
| Rang | Nom                | Mandat      |
| ---- | ------------------ | ----------- |
| 1er  | Menasse Lemma      | 1959–1974   |
| 2e   | Taffara Deguefé    | 1974–1976   |
| 3e   | Legesse Tickeher   | 1976–1978   |
| 4e   | Tadesse Gebrekidan | 1978–1988   |
| 5e   | Bekele Tamirat     | 1988–1991   |
| 6e   | Leikun Berhanu     | 1991–1995   |
| 7e   | Dubale Jale        | 1995–2006   |
| 8e   | Teklewold Atnafu   | 2006–2018   |
| 9e   | Yinager Dessie     | 2018–2023   |
| 10e  | Mamo Mihretu       | Depuis 2023 |